# Eilema comorensis
Eilema comorensis là một loài bướm đêm thuộc phân họ Arctiinae, họ Erebidae.